# Футбольна асоціація Ісландії
Футбольна асоціація Ісландії (ісл. Knattspyrnusamband Íslands, KSÍ) — асоціація, що здійснює контроль і управління футболом в Ісландії. Штаб-квартира розташована у Рейк'явіку. Заснована 26 березня 1947 року, член ФІФА з 1947 року, а УЄФА з 1954 року. Асоціація організовує діяльність та здійснює керування національними збірними з футболу, включаючи головну національну збірну.
Під егідою федерації проводяться змагання в Чемпіонаті Ісландії з футболу. До організації входять 134 професійні клуби.